# コカ・コーラ・ユーロパシフィック・パートナーズ
コカ・コーラ・ユーロパシフィック・パートナーズ（英: Coca-Cola Europacific Partners plc）は、ヨーロッパおよび豪州など太平洋地域で、コカ・コーラを含む清涼飲料水のボトリング事業を行う多国籍企業。イギリス・ロンドン近郊のUxbridgeに本拠を置く。ロンドン証券取引所およびNASDAQに上場している（LSE: CCEP、NASDAQ: CCEP）。ザ コカ・コーラ カンパニーが株式の17％を保有する。
2025年時点での事業地域は、イギリス、フランス、ドイツ、オランダ、ベルギー、ルクセンブルク、スペイン、ポルトガル、スウェーデン、ノルウェー、アイスランド、オーストラリア、ニュージーランド、インドネシア。

## 沿革
ザ コカ・コーラ カンパニーのヨーロッパにおけるボトリング事業は、1919年のフランス・パリおよびボルドーに遡り、戦間期にスペイン、ベルギー、ドイツなどへ拡大したが、第二次世界大戦の勃発と共に原液調達が困難となり、ドイツでファンタが開発されたが、コカ・コーラの製造は1949年まで停止した、1980年代にザ コカ・コーラ カンパニーはボトリング会社の合併を進め1986年に独立上場企業のCoca-Cola Enterprises, Inc.（コカ・コーラ・エンタープライズ）を設立、1990年代にヨーロッパ地域のボトリング会社を買収することで事業を拡大した。
2016年5月、Coca-Cola Enterprises, Inc.はスペインおよびドイツのボトリング会社と合併、新会社Coca-Cola European Partners plc（コカ・コーラ・ヨーロピアン・パートナーズ）がイギリスで設立され、この時点で世界最大のボトリング企業となった。2021年5月、オーストラリアに拠点を置くボトリング会社のCoca-Cola Amatil Limitedの買収を機会に、現社名に変更した。
コカ・コーラ、ファンタ、コスタコーヒーなど、ザ コカ・コーラ カンパニー保有のブランドに加え、モンスターエナジー等それ以外のブランドも取り扱いを持つ。